# Östlicher Blaupfeil
Der Östliche Blaupfeil (Orthetrum albistylum) ist eine eurasiatische Libellenart aus der Familie der Segellibellen (Libellulidae).

## Merkmale
Die Imagines erreichen eine Körperlänge von 45 bis 50 Millimetern. Damit werden sie vergleichbar groß wie der ähnliche Große Blaupfeil (Orthetrum cancellatum), wirken aber schlanker als dieser. Die geschlechtsreifen Männchen weisen eine blassblaue Bereifung des mittleren Abdomens auf, während das Körperende in Schwarz deutlich davon abgesetzt ist. Der Thorax ist bräunlich, mit einem hellen Streifen mittig auf der Oberseite sowie je zwei blass-milchigen Bändern an den Seiten. Die Flügelmale sind schwarz und relativ groß.

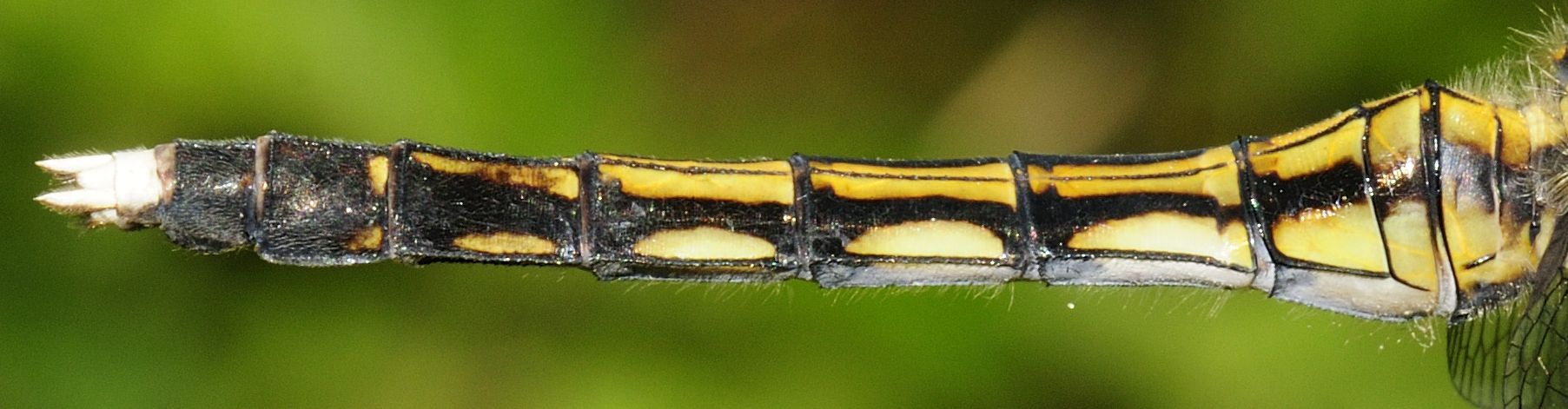
Abdomen eines jungen Weibchens

Unreife, nicht ausgefärbte Männchen sowie die jüngeren Weibchen sind am Abdomen blass-gelbbräunlich gefärbt und weisen eine Gitterzeichnung aus zwei dunklen, kräftigen Längsstreifen auf, die auf jedem Segment eine leichte Bogenform beschreiben. Ein markantes Merkmal des Östlichen Blaupfeiles sind die in der Regel weißen Hinterleibsanhänge (Cerci) bei beiden Geschlechtern (bei manchen Männchen gelegentlich aber auch schwarz; bei den Weibchen ist darüber hinaus auch das angrenzende 10. Abdominalsegment weiß). Hinterleibsanhänge in Weiß haben in Europa ansonsten nur noch die Östliche und die Zierliche Moosjungfer.

## Lebensraum und Verbreitung
Der Östliche Blaupfeil lebt an stehenden und langsam fließenden, wärmebegünstigten Gewässern. Das Verbreitungsgebiet reicht vom Golf von Biscaya im Westen bis nach Japan und Taiwan im Osten. Das mehr oder weniger geschlossene östliche Verbreitungsgebiet beginnt etwa zwischen Südwest-Polen und dem Balkan, während sich im Westen nur ein schmales Band einzelner größerer Populationen vom Osten Österreichs über Nord-Italien, das Schweizer Mittelland, den Südwesten Baden-Württembergs sowie Zentral- und Südfrankreich an den Atlantik zieht. Seit Beginn des 21. Jahrhunderts existieren auch in Bayern bodenständige Populationen am Alpenrand. Diese stammen vermutlich von Tieren ab, die aus der Po-Ebene kamen und mit Hilfe von Föhnwinden die Alpen von Italien her passieren konnten. Die Art zeigt derzeit weitere Ausbreitungstendenzen, ist in Mitteleuropa aber insgesamt eine große Seltenheit. In der Roten Liste Deutschlands wird sie derzeit als „R – extrem selten“ geführt.

## Lebensweise
Die Männchen sitzen gerne auf unbewachsenen Stellen am Boden, nur selten auf Pflanzen. Im Flug sind sie sehr schnell und fliegen meist in Ufernähe. Ihr Verhalten entspricht jenem des Plattbauchs (Libellula depressa). Die Männchen dieser Art vertreiben jene der Östlichen Blaupfeile, wenn sie gemeinsam an Gewässern vorkommen.
Die Weibchen legen ihre Eier ab, indem sie flach über der Wasseroberfläche im Flug wippen. Über die vermutlich einjährige Entwicklung der Larven ist wenig bekannt.